# Ciclismo nos Jogos Olímpicos de Verão de 2024 - Perseguição por equipes masculino
A prova de perseguição por equipes masculino do ciclismo nos Jogos Olímpicos de Verão de 2024 ocorreu entre 5 e 7 de agosto de 2024 no Velódromo de Saint-Quentin-en-Yvelines, em Montigny-le-Bretonneux. Um total de 41 ciclistas de 10 Comitês Olímpicos Nacionais (CON) participaram do evento.

## Qualificação
Cada Comitê Olímpico Nacional (CON) poderia inscrever uma equipe de quatro ciclistas (e eventuais reservas) na perseguição por equipes. As vagas são atribuídas ao CON, que seleciona os ciclistas. A qualificação se deu inteiramente através do ranking olímpico da União Ciclística Internacional (UCI) de 2022–24. Os oito primeiros CONs do ranking se classificam para o evento, onde também qualificaram automaticamente uma equipe para a disputa do madison.

## Formato
A perseguição por equipes envolve duas equipes de quatro ciclistas. Cada equipe começa em lados opostos da pista. Existem duas maneiras de vencer: terminando as 16 voltas (4 km) antes que a outra equipe o faça ou pegue a outra equipe fazendo com que leve uma volta. O tempo de cada equipe é determinado pelo terceiro ciclista a cruzar a linha de chegada; o quarto ciclista não precisa terminar. O evento consiste em três fases:
- Classificatórias: cada equipe faz um tempo contra o relógio para a classificação. Apenas as quatro primeiras equipes seguem na disputa pela medalha de ouro; as equipes subsequentes (quinto ao oitavo lugar) seguem apenas na disputa pelo bronze.
- Primeira rodada: quatro baterias de duas equipes cada. As quatro primeiras equipes na qualificação são colocadas umas contra as outras (1 contra 4, 2 contra 3) da mesma forma que as quatro últimas (5 contra 8, 6 contra 7). Os vencedores da chave superior avançam para a disputa pelo ouro. As outras seis equipes são classificadas por tempo e avançam para as finais com base nessas classificações.
- Finais: quatro finais, cada uma com duas equipes. Há a final pela medalha de ouro (consequentemente definindo a prata), uma final pelo bronze e finais pelo quinto e sétimo lugares.

## Calendário
Horário local (UTC+2)
| Data                | Hora  | Fase             |
| ------------------- | ----- | ---------------- |
| 5 de agosto de 2024 | 17:27 | Classificatórias |
| 6 de agosto de 2024 | 19:14 | Primeira rodada  |
| 7 de agosto de 2024 | 18:04 | Finais           |

## Medalhistas
|  | AUS Austrália                                           |  | GBR Grã-Bretanha                                                     |  | ITA Itália                                                   |
|  | Oliver Bleddyn Conor Leahy Kelland O'Brien Sam Welsford |  | Daniel Bigham Ethan Hayter Charlie Tanfield Ethan Vernon Oliver Wood |  | Simone Consonni Filippo Ganna Francesco Lamon Jonathan Milan |

## Resultados

### Classificatórias
As primeiras quatro equipes seguem na disputa pela medalha de ouro e as subsequentes (até o oitavo lugar) apenas na disputa do bronze.
| Pos. | CON               | Ciclistas                                                            | Tempo    | Notas |
| ---- | ----------------- | -------------------------------------------------------------------- | -------- | ----- |
| 1    | AUS Austrália     | Oliver Bleddyn Sam Welsford Conor Leahy Kelland O'Brien              | 3:42.958 | Q     |
| 2    | GBR Grã-Bretanha  | Ethan Hayter Oliver Wood Daniel Bigham Ethan Vernon                  | 3:43.241 | Q     |
| 3    | DEN Dinamarca     | Tobias Hansen Niklas Larsen Carl-Frederik Bévort Rasmus Pedersen     | 3:43.690 | Q     |
| 4    | ITA Itália        | Simone Consonni Filippo Ganna Francesco Lamon Jonathan Milan         | 3:44.351 | Q     |
| 5    | FRA França        | Thomas Boudat Benjamin Thomas Thomas Denis Valentin Tabellion        | 3:45.514 | Q     |
| 6    | NZL Nova Zelândia | Aaron Gate Keegan Hornblow Tom Sexton Campbell Stewart               | 3:45.616 | Q     |
| 7    | BEL Bélgica       | Lindsay De Vylder Fabio Van den Bossche Tuur Dens Noah Vandenbranden | 3:47.232 | Q     |
| 8    | CAN Canadá        | Dylan Bibic Mathias Guillemette Michael Foley Carson Mattern         | 3:48.964 | Q     |
| 9    | GER Alemanha      | Roger Kluge Tim Torn Teutenberg Tobias Buck-Gramcko Theo Reinhardt   | 3:50.083 |       |
| 10   | JPN Japão         | Shunsuke Imamura Kazushige Kuboki Eiya Hashimoto Shinji Nakano       | 3:53.489 |       |

### Primeira rodada
As equipes vencedoras das baterias 3 e 4 seguem na disputa pelo ouro; as restantes são classificadas de acordo com os tempos para a disputa pelo bronze e classificações do quinto ao oitavo lugar.
| Bateria | Pos. | CON               | Ciclistas                                                            | Tempo    | Notas |
| ------- | ---- | ----------------- | -------------------------------------------------------------------- | -------- | ----- |
| 1       | 1    | NZL Nova Zelândia | Aaron Gate Keegan Hornblow Tom Sexton Campbell Stewart               | 3:43.776 |       |
| 1       | 2    | BEL Bélgica       | Lindsay De Vylder Fabio Van den Bossche Tuur Dens Noah Vandenbranden | 3:45.685 |       |
| 2       | 1    | FRA França        | Thomas Boudat Benjamin Thomas Thomas Denis Valentin Tabellion        | 3:45.531 |       |
| 2       | 2    | CAN Canadá        | Dylan Bibic Mathias Guillemette Michael Foley Carson Mattern         | 3:49.245 |       |
| 3       | 1    | GBR Grã-Bretanha  | Ethan Hayter Oliver Wood Charlie Tanfield Ethan Vernon               | 3:42.151 | QO    |
| 3       | 2    | DEN Dinamarca     | Tobias Hansen Niklas Larsen Carl-Frederik Bévort Rasmus Pedersen     | 3:42.803 | QB    |
| 4       | 1    | AUS Austrália     | Oliver Bleddyn Sam Welsford Conor Leahy Kelland O'Brien              | 3:40.730 | , QO  |
| 4       | 2    | ITA Itália        | Simone Consonni Filippo Ganna Francesco Lamon Jonathan Milan         | 3:43.205 | QB    |

### Finais
Cada bateria define as disputas das medalhas e das classificações do quinto ao oitavo lugar.
| Pos.                      | CON               | Ciclistas                                                            | Tempo    | Notas |
| ------------------------- | ----------------- | -------------------------------------------------------------------- | -------- | ----- |
| Disputa pelo ouro         |                   |                                                                      |          |       |
| Medalha de ouro           | AUS Austrália     | Oliver Bleddyn Sam Welsford Conor Leahy Kelland O'Brien              | 3:42.067 |       |
| Medalha de prata          | GBR Grã-Bretanha  | Ethan Hayter Daniel Bigham Charlie Tanfield Ethan Vernon             | 3:44.394 |       |
| Disputa pelo bronze       |                   |                                                                      |          |       |
| Medalha de bronze         | ITA Itália        | Simone Consonni Filippo Ganna Francesco Lamon Jonathan Milan         | 3:44.197 |       |
| 4                         | DEN Dinamarca     | Tobias Hansen Niklas Larsen Carl-Frederik Bévort Rasmus Pedersen     | 3:46.138 |       |
| Disputa pelo quinto lugar |                   |                                                                      |          |       |
| 5                         | NZL Nova Zelândia | Aaron Gate Keegan Hornblow Tom Sexton Campbell Stewart               | 3:44.741 |       |
| 6                         | FRA França        | Thomas Boudat Benjamin Thomas Thomas Denis Valentin Tabellion        | 3:47.697 |       |
| Disputa pelo sétimo lugar |                   |                                                                      |          |       |
| 7                         | CAN Canadá        | Dylan Bibic Mathias Guillemette Michael Foley Carson Mattern         | 3:54.517 |       |
| 8                         | BEL Bélgica       | Lindsay De Vylder Fabio Van den Bossche Tuur Dens Noah Vandenbranden | OVL      |       |